# Інститут іоносфери НАН України та МОН України
Інститут іоносфери НАН та МОН України — один з найбільших у світі наукових центрів, який здійснює дослідження в галузі фізики навколоземного космічного простору і сонячно-земних зв'язків сучасним, найбільш точним та інформативним методом некогерентного розсіювання (НР) радіохвиль. У 2001 р. науковий центр, іменований «Іоносферний зонд», був визнаний об'єктом Національного надбання України. Система радарів НР в Харкові є єдиною в середніх широтах Європи. У всьому світі існують 11 таких радарів, 5 з яких належать Сполученим Штатам Америки. Будівництво двох харківських радарів НР було розпочато в 1966 р. Перші експериментальні результати були отримані в 1972 р.
Інститут іоносфери виконує експериментальні і теоретичні дослідження навколоземного простору впродовж більш ніж трьох циклів сонячної активності. Регулярні скоординовані вимірювання параметрів геокосмічної плазми над Україною здійснюються в рамках дослідницьких робіт Інституту іоносфери, а також відповідно до міжнародних наукових програм (CAWSES, LTCS, CVS, MI Coupling, GEM, MST тощо) і є частиною спільних міжнародних космічних досліджень, проведених обсерваторіями Міллстоун Хілл, Аресібо і Джікамарка (США), EISCAT (Європейська Асоціація радарів НР), Харкова (Україна) 49 ° 40'36 «N 36 ° 17'34» E, Іркутська (Росія) та іншими.

## Історія

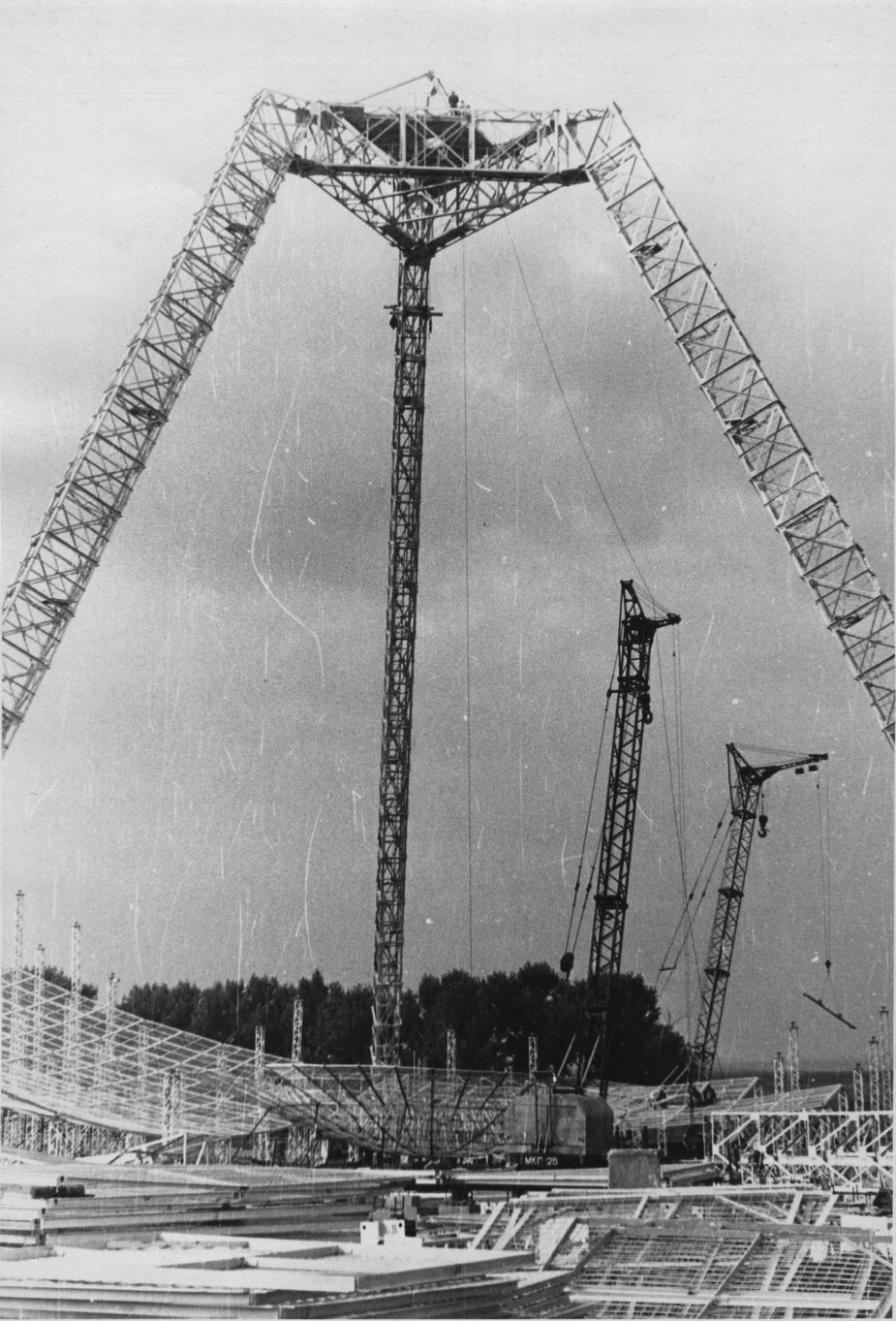
Встановлення антени НДА-100

У 1946 р. з ініціативи академіка А. А. Слуцкін та проф. С. Я. Брауде в ХЕТІ (згодом став ХПІ) було створено радіотехнічний факультет, на якому з 1950 р. почалися роботи зі створення іоносферної станції під керівництвом С. Я. Брауде. За допомогою цієї станції вперше в Україні були досліджені зміни електронної концентрації під час сонячного затемнення 30 червня 1954 З цього часу в ХПІ почалося планомірне вивчення среднеширотной іоносфери, в яких активну участь брав В. І. Таран.
У 1963 р. в науково-дослідній лабораторії іоносфери ХПІ, яку очолював В. І. Таран, почалися роботи з впровадження методу некогерентного розсіяння (НР) для дослідження іоносфери. Аналогічні дослідження іоносферної плазми проводилися в США. Перші результати були отримані в науково-дослідній лабораторії іоносфери методом НР за допомогою першої антени діаметром 30 м в 1972 р. Під керівництвом професора В. І. Тарана на полігоні біля м. Змієва була створена унікальна, єдина в СРСР, експериментальна база з еталонними науковими інструментами — радарами НР, один — із зенітною параболічною антеною діаметром 100 м, НДА-100 (Харківський радар); інший — з повноповоротною антеною діаметром 25 м, ППА-25 — а також із нагрівним стендом з антеною 300 м на 300 м.
Харківський радар дозволив дослідити іоносферну плазму методом НР і проводити систематичні вимірювання основних параметрів іоносфери (електронної концентрації, температур електронів і іонів, швидкості перенесення іоносферної плазми, відносної концентрації молекулярних і атомарних іонів) в широкому діапазоні висот (100–1500 км).
Науково-дослідна лабораторія іоносфери в 1991 р. перетворилася в Інститут іоносфери, директором якого був призначений доктор фіз.-мат. наук, проф. Віталій Іванович Таран.
З 1996 р. в Інституті іоносфери спільно з Обсерваторією Хейстек Массачусетського технологічного інституту і обсерваторією Аресібо Корнельського університету (США) проводилися регулярні дослідження висотно-часових залежностей відносної концентрації легких іонів методом НР згідно з Міжнародним геофізичним календарем. Спільні дослідження іоносфери з обсерваторіями Хейстек і Аресібо дозволили виявити довготні і широтні варіації концентрації іонів водню.
З 2009 р. Інститут іоносфери НАН і МОН України очолює доктор техн. наук, доцент І. Ф. Домнін.

## Наукова діяльність
Основними науковими напрямками Інституту іоносфери є:
1. дослідження хвильових збурень в іоносфері природного та штучного походження;
2. спостереження, аналіз і фізична інтерпретація ефектів геокосмічних бур різної інтенсивності;
3. дослідження варіацій параметрів іоносфери в спокійних умовах;
4. розвиток регіональної моделі іоносфери за даними харківського радара НР;
5. дослідження впливу потужного радіовипромінювання на параметри та процеси в іоносферної плазмі;
6. створення бази даних радара НР.

## Конференції

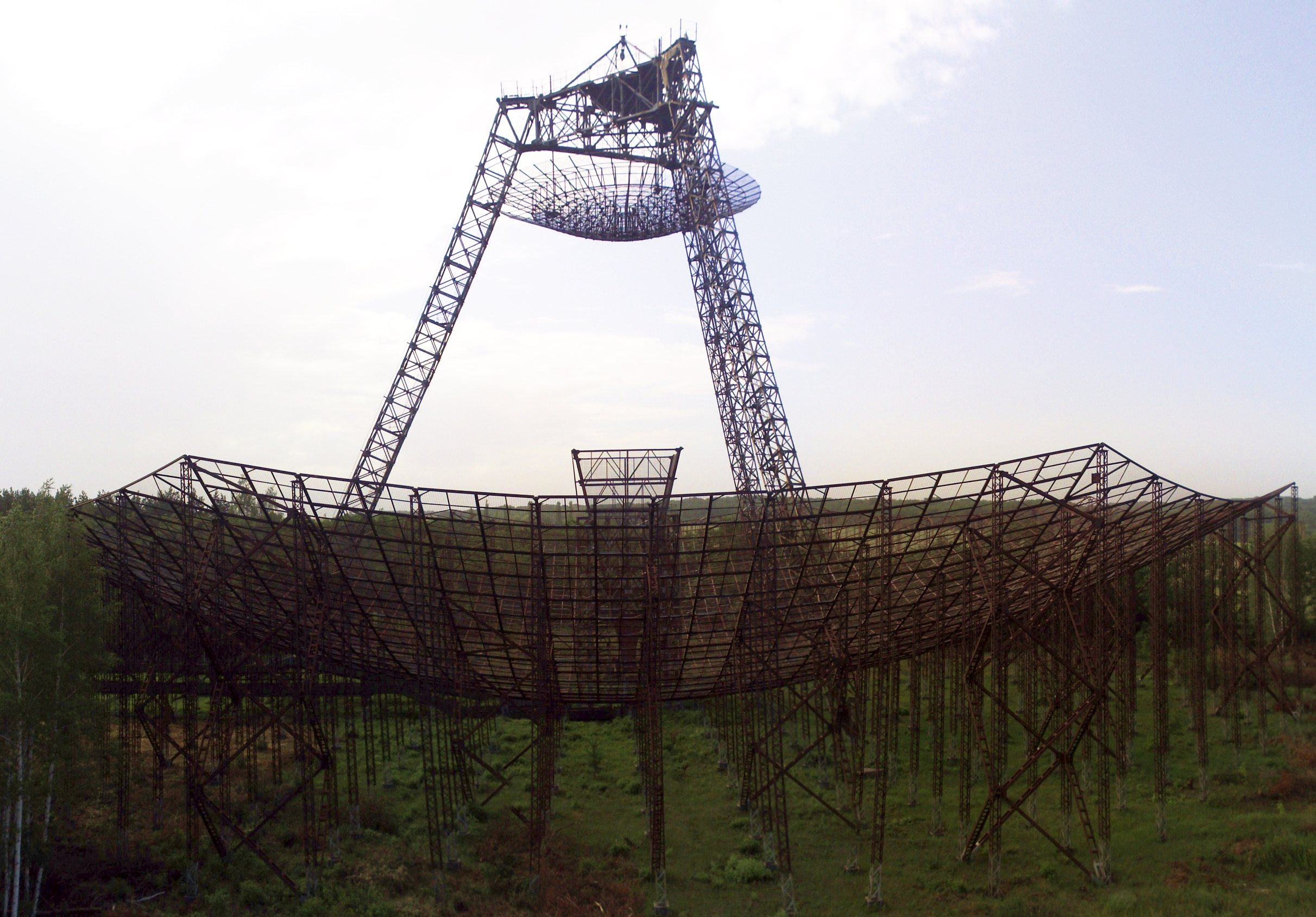
Антена НДА-100

На базі Інституту іоносфери і НТУ «ХПІ» проводиться щорічна конференція молодих вчених «Дистанційне радіозондування іоносфери».
Основними науковими напрямками конференції є:
1. радіотехнічні засоби і методи;
2. обробка та подання сигналів;
3. Іоносферна інформатика;
4. фізика іоносфери і моделювання процесів.

У роботі конференції беруть участь молоді фахівці з фізики космічної плазми, радіотехнічних засобів і методів дослідження геокосмосу.

## Наукова співпраця
З 1996 року Інститут іоносфери співпрацює з Массачусетським технологічним інститутом (США) і Корнельського університету (США) в галузі дослідження іоносфери за допомогою методу НР.
У 2009 році Інститут іоносфери уклав договір про наукове співробітництво з Федеральним державним науковим закладом «Науково-дослідний радіофізичний інститут» (м. Нижній Новгород, Росія). У рамках цього договору виконані спостереження ефектів в геокосмічні плазмі під час впливу на іоносферу потужним радіовипромінюванням.
Спільно з Харківським університетом повітряних сил імені Івана Кожедуба МО України проводяться дослідження впливу на середу стартів і польотів потужних космічних ракет і спостереження хвильових збурень в іоносфері.
Наукова співпраця з колегами Інституту геофізики імені С. І. Субботіна НАН України направлено на дослідження в галузі сонячно-земної фізики, спостережень варіацій космічної погоди і магнітного поля Землі.
Разом з кафедрою космічної радіофізики радіофізичного факультету Харківського національного університету імені В. Н. Каразіна створено Міжвідомчу науково-дослідна лабораторія радіофізичних досліджень атмосфери і геокосмосу.
Одним з перспективних напрямків Інституту іоносфери є дослідження впливу потужного радіовипромінювання на рослинні клітини. В рамках цієї роботи Інститут тісно співпрацює з колегами з Інституту ботаніки ім. М. Г. Холодного НАН України.
З 2010 року Інститут іоносфери співпрацює з Інститутом іоносфери АТ «Національний центр космічних досліджень і технологій» (м. Алмати, Казахстан) в галузі вивчення хвильових збурень в геокосмічні плазмі, викликаних стартами ракет за даними методу вертикального зондування.